# عبد الله الغديان
عبد الله بن عبد الرحمن آل غديان (1345- 1431 هـ / 1926- 2010 م) فقيه حنبلي سعودي، وعضو هيئة كبار العلماء.

## ولادته ونسبه
ولد عام 1345 هـ الموافق 1926م في مدينة الزلفي.
وهو عبد الله بن عبد الرحمن بن عبد الرزاق بن قاسم آل غديان من آل محدث من بني العنبر من بني عمرو بن تميم، وينتهي نسبه إلى عمرو بن إلياس بن مضر من أسرة العدنانيين. ومن جهة الأم يرجع نسبه إلى آل راشد من عتيبة إلى هوازن.

## تعليمه النظامي
تلقى مبادئ القراءة والكتابة في صغره على عبد الله بن عبد العزيز السحيمي وعبد الله بن عبد الرحمن الغيث وفالح الرومي وتلقى مبادئ الفقه والتوحيد والنحو والفرائض على حمدان بن أحمد الباتل ثم سافر إلى الرياض عام 1363 هـ فدخل المدرسة السعودية الابتدائية (مدرسة الأيتام سابقاً) عام 1366 هـ تقريباً وتخرج فيها عام 1368 هـ.
عُيِّن مدرساً في المدرسة العزيزية وفي عام 1371 هـ دخل المعهد العلمي وكان أثناء هذه المدة يتلقى العلم على الشيخ محمد بن إبراهيم آل الشيخ كما يتلقى علم الفقه على الشيخ سعود بن رشود قاضي الرياض والشيخ إبراهيم بن سليمان في علم التوحيد والشيخ عبد اللطيف بن إبراهيم في علم النحو والفرائض، ثم واصل دراسته إلى أن تخرج في كلية الشريعة عام 1376 هـ و عُيِّن رئيساً لمحكمة الخبر ثم نقل للتدريس بالمعهد العلمي عام 1378 هـ. في عام 1380 هـ عُيِّن مدرساً في كلية الشريعة وفي عام 1386 هـ نقل كعضو للإفتاء في دار الإفتاء وفي عام 1391 هـ عين عضواً للجنة الدائمة للبحوث العلمية والإفتاء بالإضافة إلى عضوية هيئة كبار العلماء.

## مشايخه
تلقى العلم على مجموعة من طلبة العلم في مختلف الفنون ومن أبرزهم بالإضافة إلى ما سبق:
- الشيخ عبد العزيز بن عبد الله بن باز تلقى عليه علم الفقه.
- الشيخ عبد الله الخليفي في الفقه أيضاً
- الشيخ عبد العزيز بن ناصر الرشيد في الفقه والتوحيد والفرائض.
- الشيخ محمد الأمين الشنقيطي في أصول الفقه وعلوم القرآن والتفسير.
- الشيخ عبد الرحمن الإفريقي علم المصطلح والحديث.
- الشيخ عبد الرزاق عفيفي.
- الشيخ عبد الفتاح قاري البخاري أخذ عنه القرآن برواية حفص عن عاصم يسنده إلى الرسول ، وغيرهم.

## تلاميذه
- صالح آل الشيخ. وزير الشؤون الإسلامية - سابقًا - .
- عبد الرحمن السديس الرئيس العام لشؤون المسجد الحرام والمسجد النبوي
- سعود الشريم إمام الحرم المكي
- عثمان الخميس
- عبد الكريم الخضير عضو هيئة كبار العلماء و عضو اللجنة الدائمة للافتاء
- سعد بن ناصر الشثري عضو هيئة كبار العلماء و عضو اللجنة الدائمة للإفتاء - سابقا -.

## آثاره
إضافة إلى ما سبق كان أثناء عمله من عام 1389هـ إلى وفاته وهو يقوم بتدريس الفقه وأصوله وقواعده والحديث ومصطلحه والتفسير وعلومه والعقيدة والفقه في حلقات منتظمة غالب أيام الأسبوع حسب الظروف بعد المغرب وبعد العشاء وأحياناً بعد الفجر وبعد العصر، ومن عام 1395هـ كان بالإضافة إلى عمله في الإفتاء يلقي دروساً على طلبة الدراسات العليا في جامعة الإمام وكلية الشريعة في الفقه والأصول وقواعد الفقه وقاعة البحث ويشرف ويشترك في مناقشة بعض الرسائل ومن خلال هذه الفترة تلقى عليه العلم عدد كثير من طلاب العلم، كما رشح عام 1381هـ ضمن من ينتدبون إلى التوعية والإفتاء في موسم الحج إلى وفاته، ولما تُوفي الشيخ عبد الله بن حميد عام 1402 هـ تولى الإفتاء في برنامج نور على الدرب

## وفاته
توفي ظهر يوم الثلاثاء 18 جمادى الآخرة 1431 هـ الموافق 1 يونيو 2010م، وصلي على جثمانه بعد عصر الأربعاء في جامع الملك خالد، ودفن في مقبرة أم الحمام في الرياض.
وصلى عليه مفتي عام المملكة الشيخ عبد العزيز ال الشيخ حضر الصلاة الأمير / سطام بن عبد العزيز نائب أمير منطقة الرياض حينئذٍ، والعديد من الأمراء والعلماء من جميع مناطق المملكة